# Saison 2023 de l'équipe cycliste féminine Movistar
La saison 2023 de l'équipe féminine Movistar est la sixième de la formation. La championne d'Allemagne Liane Lippert s'engagne avec l'équipe, tout comme la baroudeuse Floortje Mackaij. Barbara Guarischi quitte l'équipe. 
Annemiek van Vleuten connaît une campagne de classiques décévante avec pour meilleur résultat une quatrième place aux Strade Bianche. Elle remporte ensuite le Tour d'Espagne, bien qu'une polémique autour de l'attaque décisive dans la sixième étape vienne la tenir quelque peu. Sa victoire sur le Tour d'Italie ne prête à aucune contestation avec trois victoires d'étape et les classements par points et la montagne en plus du général. Elle arrive ainsi en favorite au Tour de France. Elle ne peut néanmoins suivre Demi Vollering dans le Tourmalet. Le contre-la-montre final est une véritable désillusion pour elle, car elle perd sa place sur le podium alors qu'elle pouvait espérer y prendre la deuxième place. Elle finit donc quatrième du classement général. Elle gagne le Tour de Scandinavie avant de prendre sa retraite. Liane Lippert est deuxième de la Flèche wallonne. Elle conserve son titre de championne d'Allemagne, avant de remporter une étape du Tour de France et du Tour de Romandie. En fin d'année, en gagne les Trois vallées varésines. Emma Norsgaard effectue une saison en retrait par rapport aux précédentes. Elle gagne le championnat du contre-la-montre au Danemark et une étape du Tour de France. Katrine Aalerud gagne le Tour d'Andalousie. Jelena Erić conserve ses titres nationaux en Serbie et s'impose dans une étape du Baloise Ladies Tour. Arlenis Sierra est quatrième du Trofeo Alfredo Binda-Comune di Cittiglio et championne de Cuba sur route et en chrono. Annemiek van Vleuten est cinquième du classement UCI et deuxième de l'UCI World Tour. Movistar est sixième du premier classement et cinquième du second.

## Préparation de la saison

### Partenaires et matériel de l'équipe
L'équipe court sur des cycles Canyon.

### Arrivées et départs
L'équipe enregistre l'arrivée de la championne d'Allemagne et puncheuse Liane Lippert. Elle emmène avec elle la baroudeuse Floortje Mackaij depuis la formation DSM. Barbara Guarischi quitte l'équipe.
| Arrivées         | Équipe 2022 |
| ---------------- | ----------- |
| Floortje Mackaij | DSM         |
| Liane Lippert    | DSM         |

| Départs           | Équipe 2023 |
| ----------------- | ----------- |
| Barbara Guarischi | SD Worx     |

### Effectifs
| Effectif 2023                      | Effectif 2023     | Effectif 2023 | Effectif 2023                             |
| Cycliste                           | Date de naissance | Pays          | Équipe précédente                         |
| ---------------------------------- | ----------------- | ------------- | ----------------------------------------- |
| Katrine Aalerud                    | 4 décembre 1994   | Norvège       | Virtu Cycling Women (2019)                |
| Aude Biannic                       | 27 mars 1991      | France        | FDJ-Nouvelle Aquitaine-Futuroscope (2017) |
| Jelena Erić                        | 15 janvier 1996   | Serbie        | Alé Cipollini (2019)                      |
| Sarah Gigante                      | 6 octobre 2000    | Australie     | Tibco-Silicon Valley Bank (2021)          |
| Alicia González                    | 27 mai 1995       | Espagne       | Lointek (2017)                            |
| Sheyla Gutiérrez                   | 1 janvier 1994    | Espagne       | Cylance (2018)                            |
| Liane Lippert                      | 13 janvier 1998   | Allemagne     | Team DSM (2022)                           |
| Floortje Mackaij                   | 18 octobre 1995   | Pays-Bas      | Team DSM (2022)                           |
| Sara Martín                        | 22 mars 1999      | Espagne       | Sopela Women's Team (2020)                |
| Emma Norsgaard                     | 26 juillet 1999   | Danemark      | Équipe cycliste Paule Ka (2020)           |
| Lourdes Oyarbide                   | 8 avril 1994      | Espagne       | Bizkaia-Durango (2017)                    |
| Paula Patiño                       | 29 mars 1997      | Colombie      | Centre mondial du cyclisme (2018)         |
| Gloria Rodríguez                   | 6 mars 1992       | Espagne       | Lointek (2017)                            |
| Arlenis Sierra                     | 7 décembre 1992   | Cuba          | A.R. Monex Women's (2021)                 |
| Annemiek van Vleuten               | 8 octobre 1982    | Pays-Bas      | Mitchelton-Scott (2020)                   |
| Mareille Meijering (1 mai–31 déc.) | 11 mars 1995      | Pays-Bas      | Multum Accountants (2022)                 |
|                                    |                   |               |                                           |
| Source : ProCyclingStats           |                   |               |                                           |

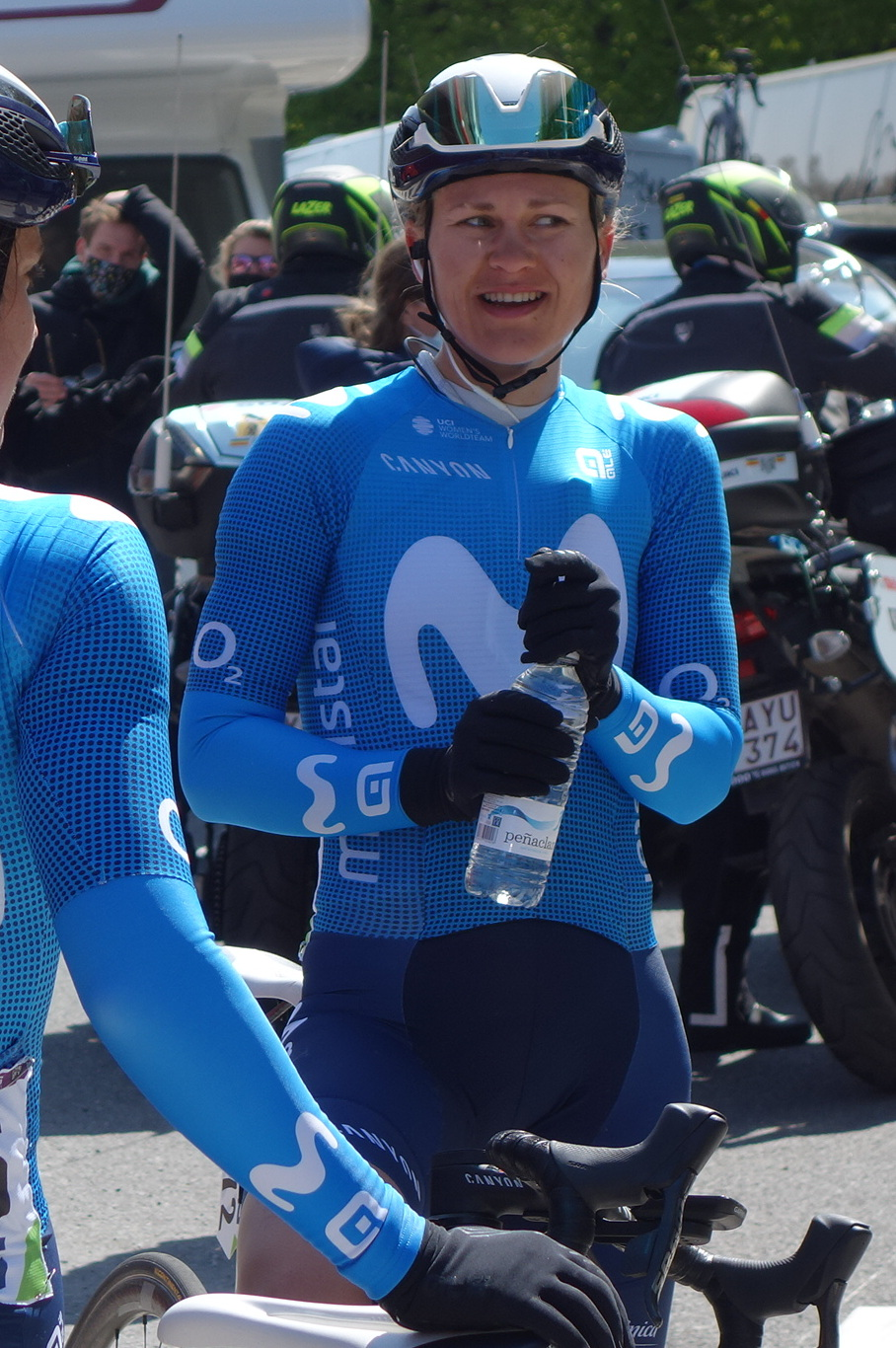
Katrine Aalerud en 2021
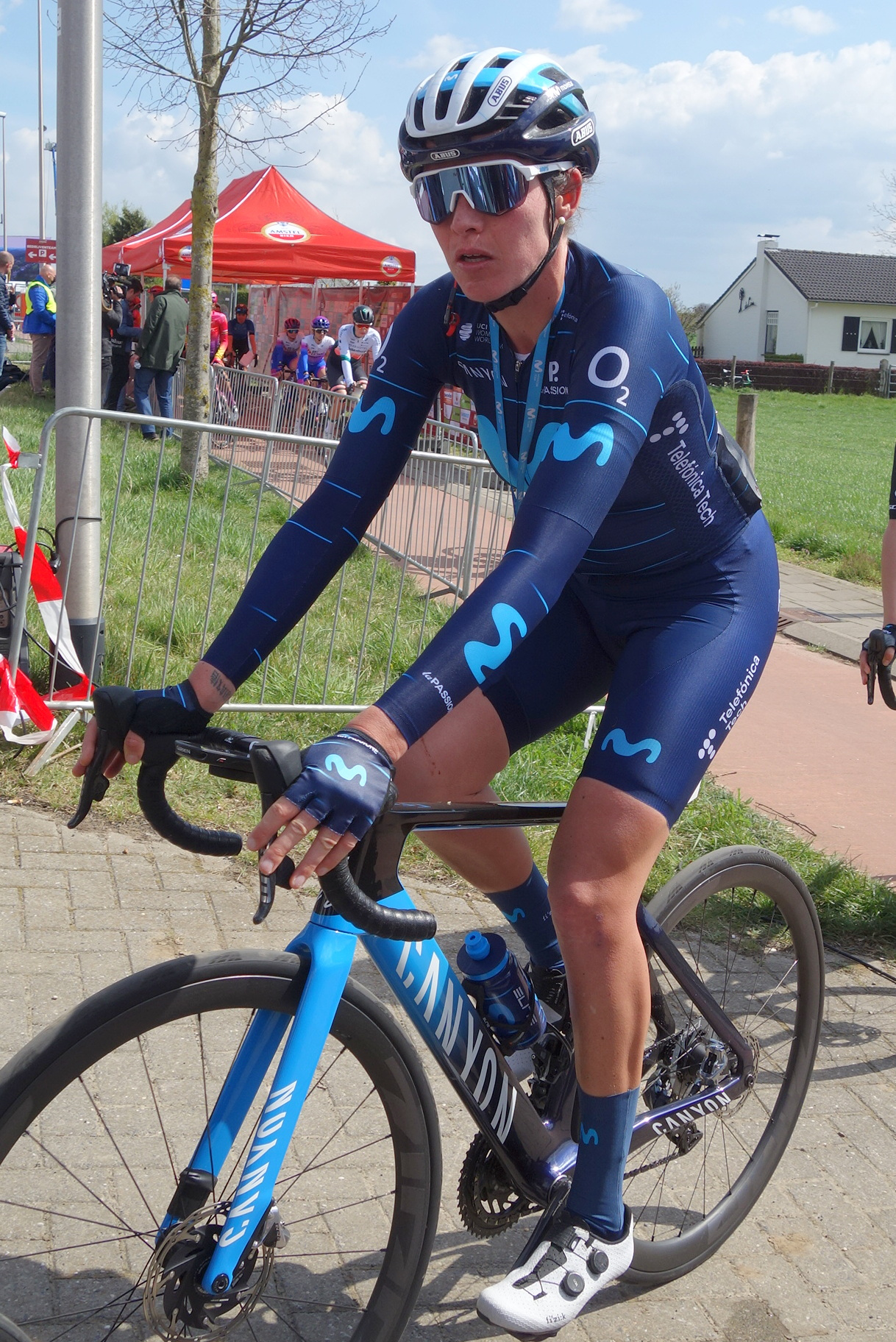
Aude Biannic en 2022
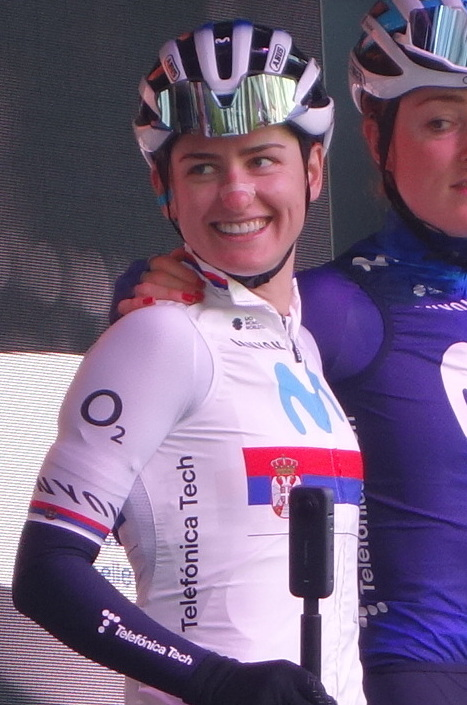
Jelena Erić
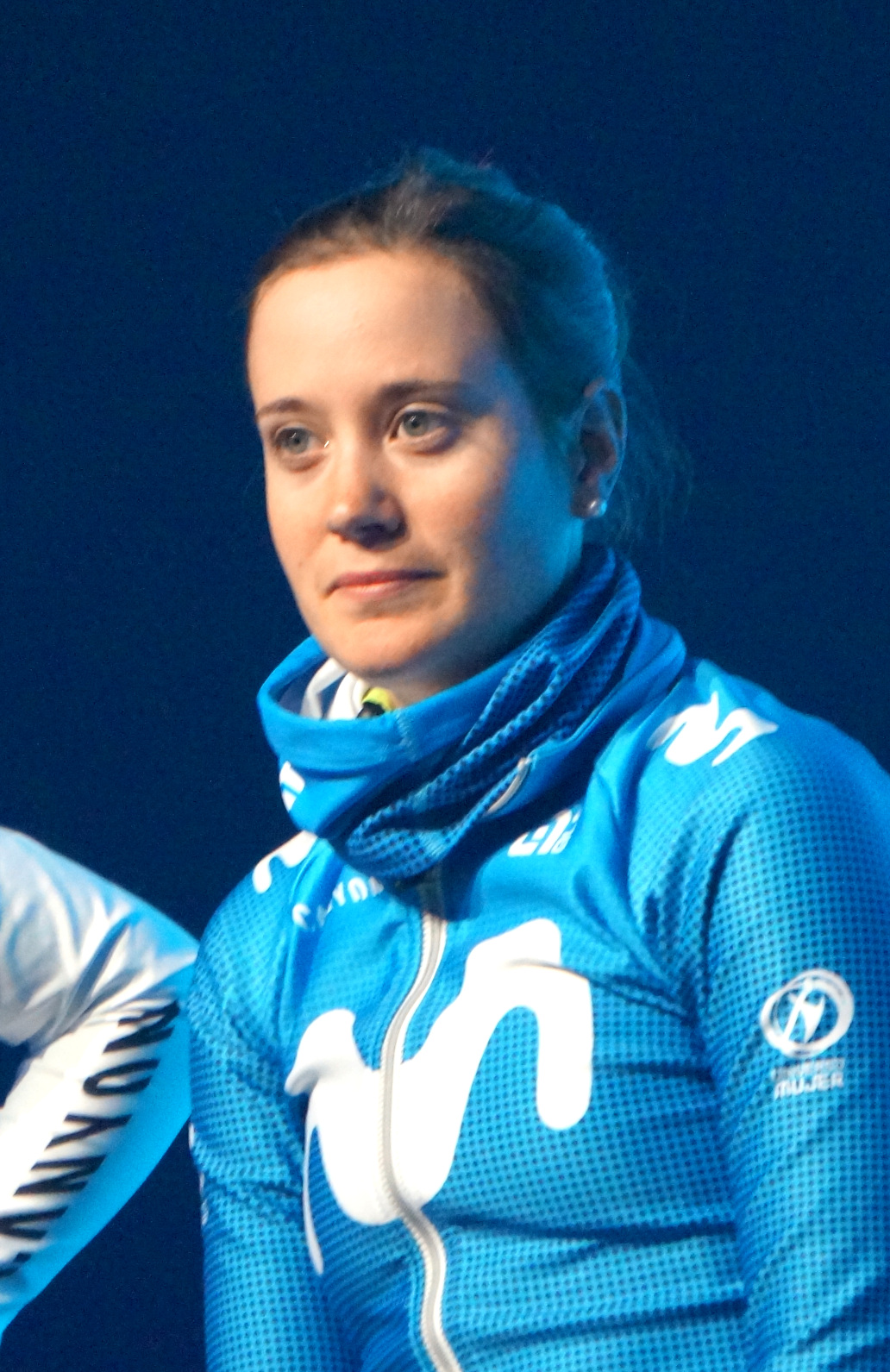
Alicia González en 2020
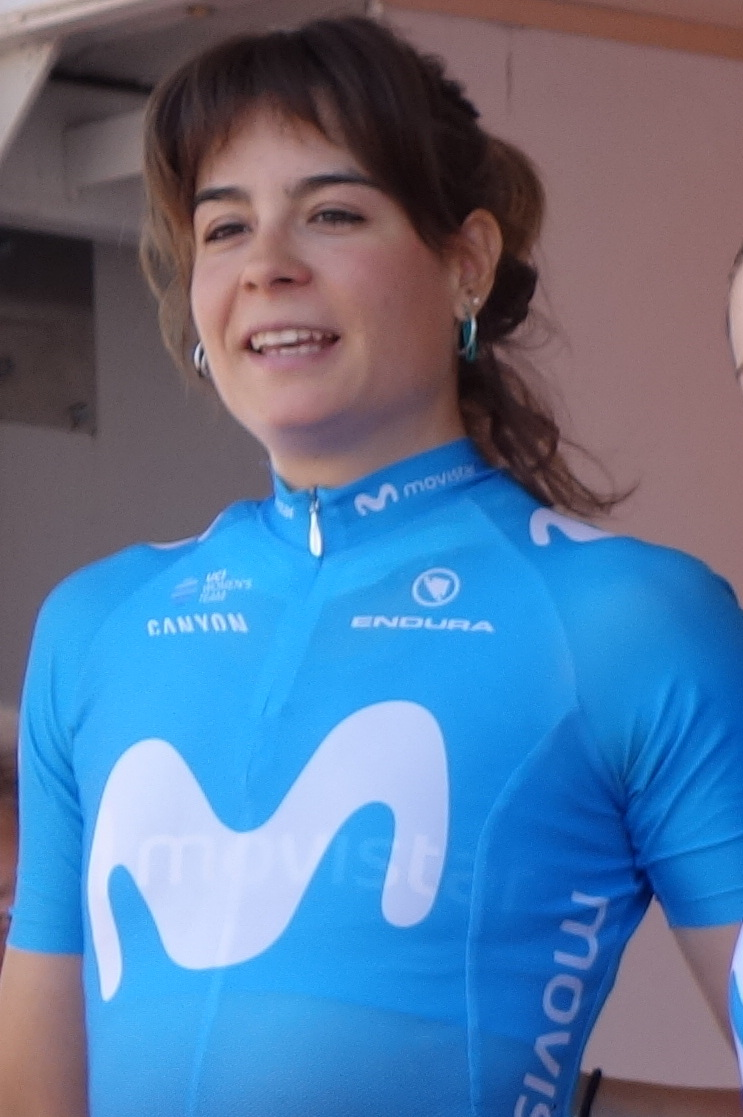
Sheyla Gutiérrez en 2019
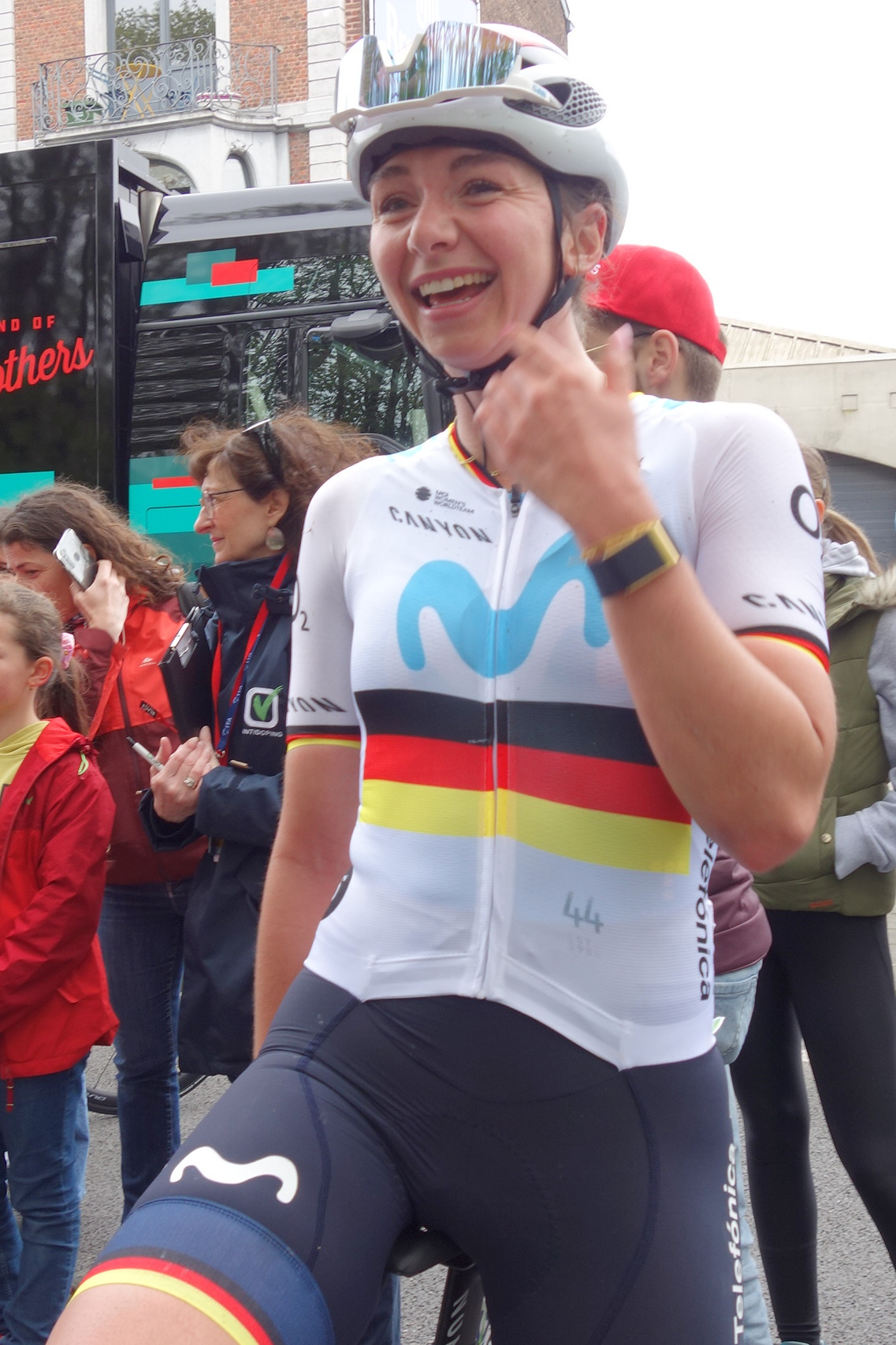
Liane Lippert
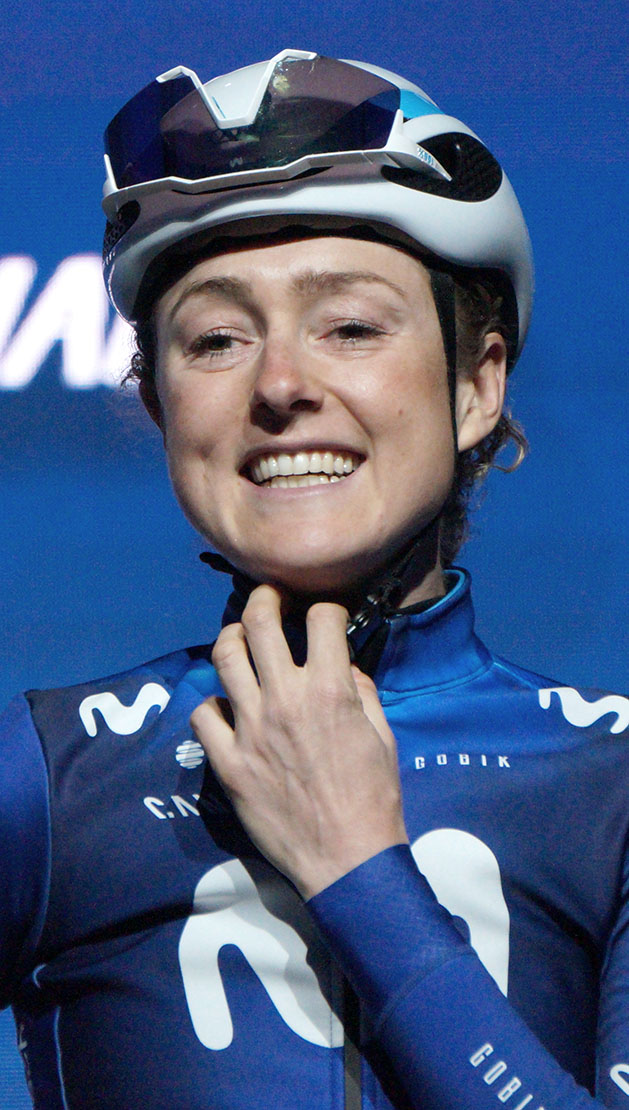
Floortje Mackaij
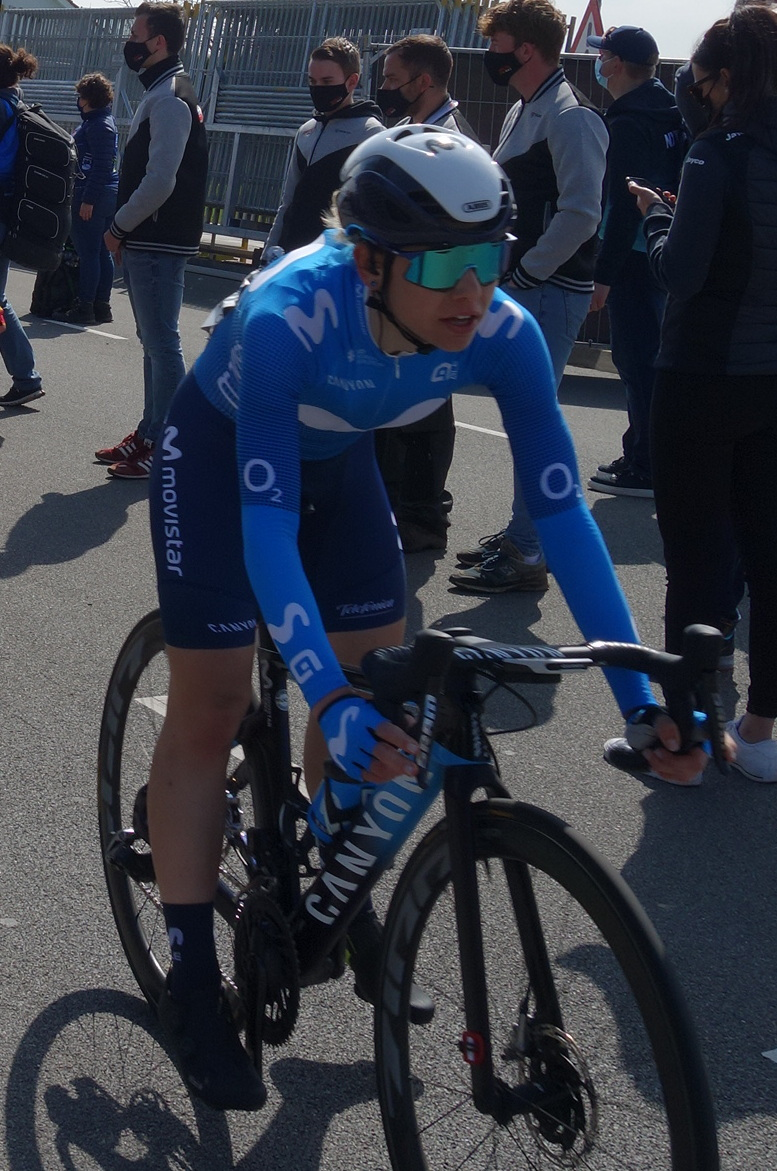
Sara Martín en 2021
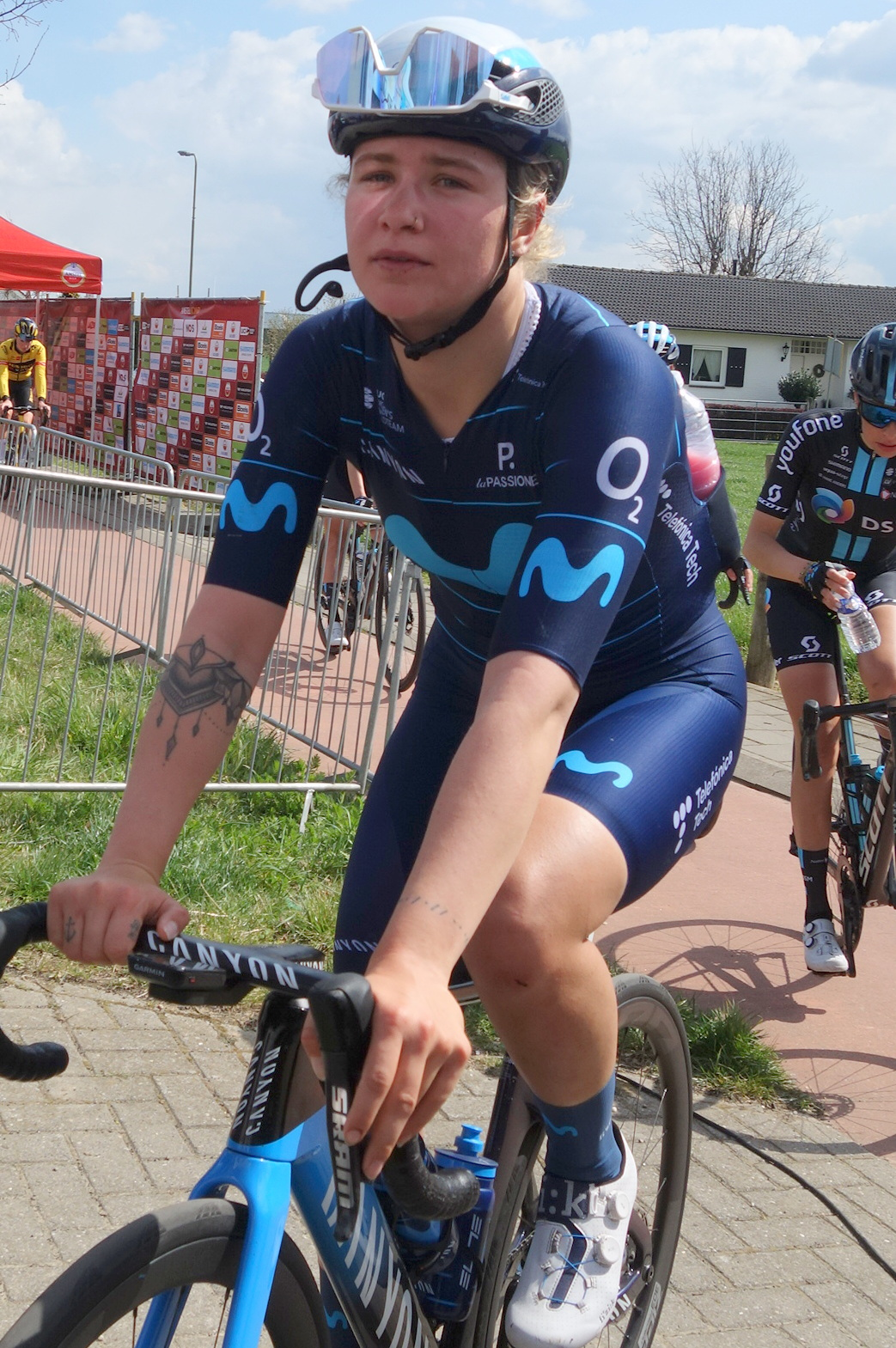
Emma Norsgaard Bjerg en 2022
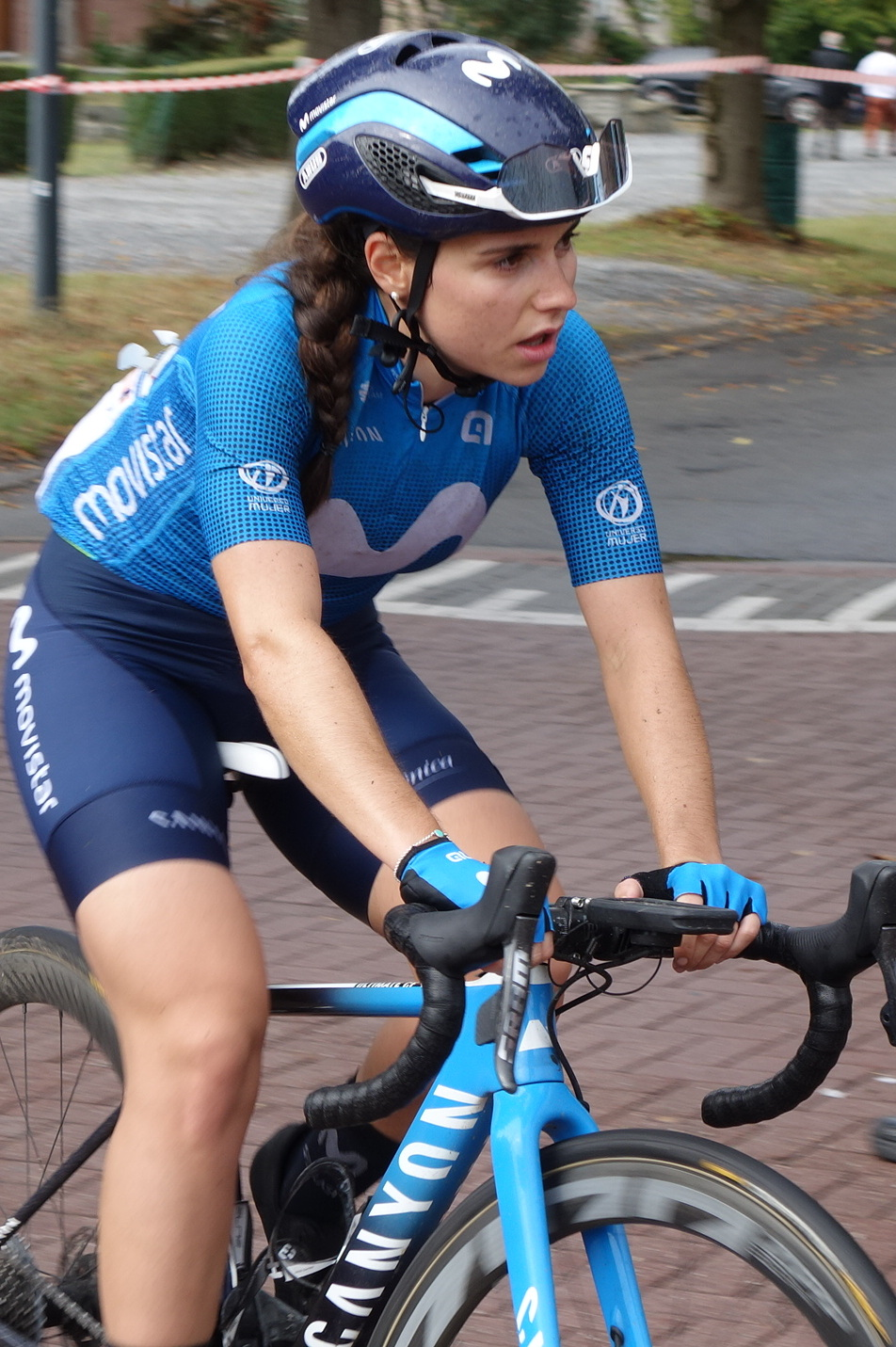
Lourdes Oyarbide en 2020
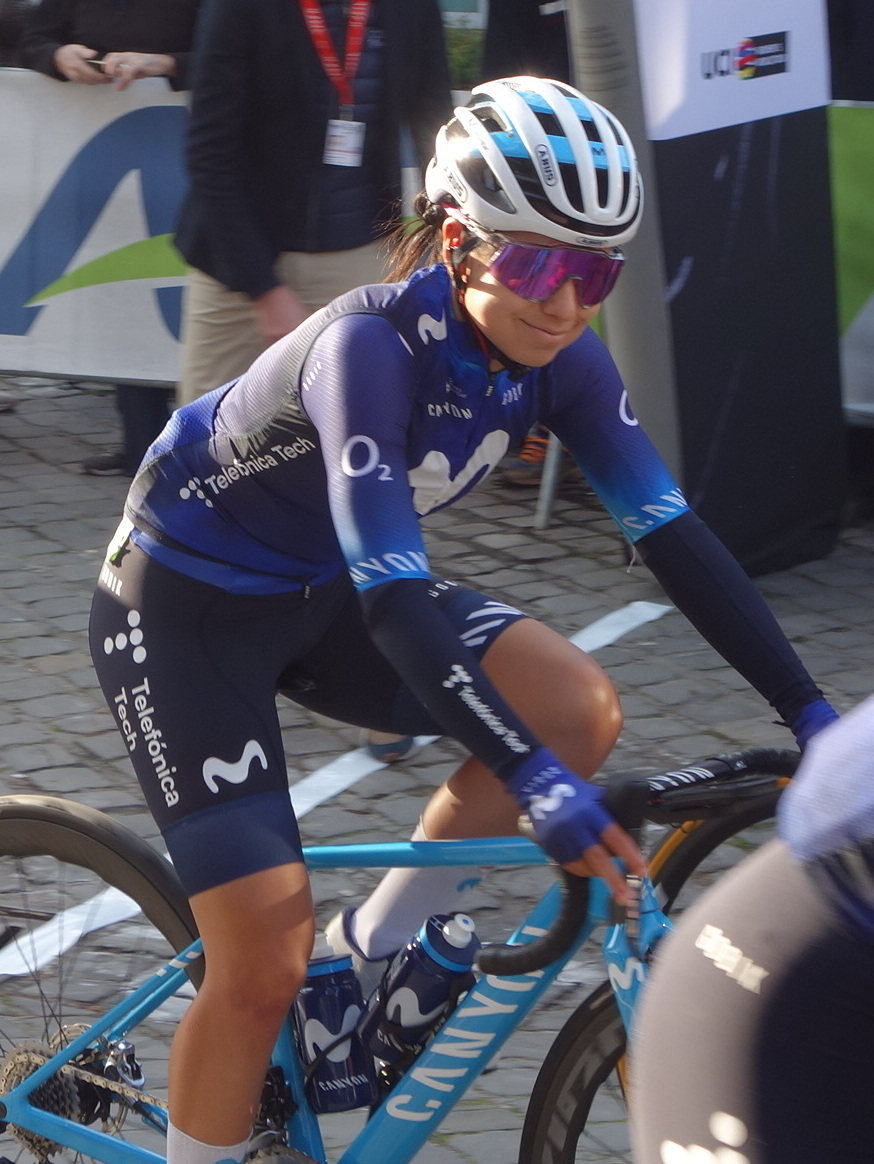
Paula Patiño
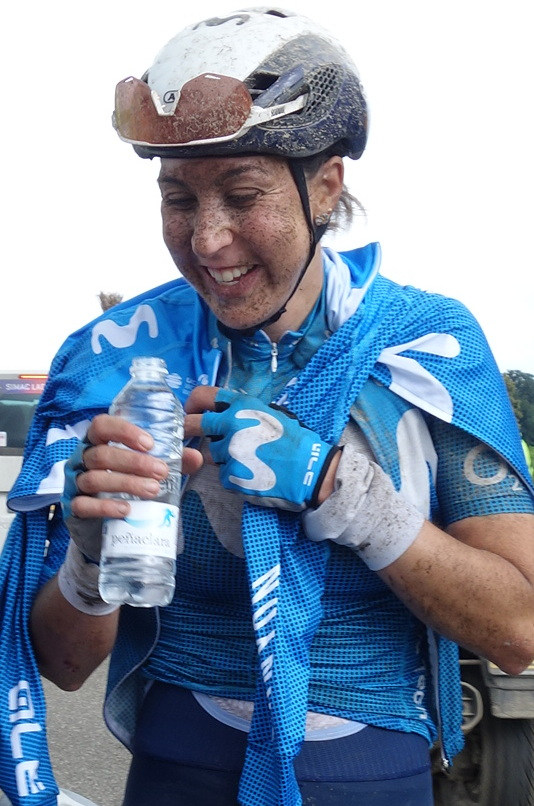
Gloria Rodríguez en 2021
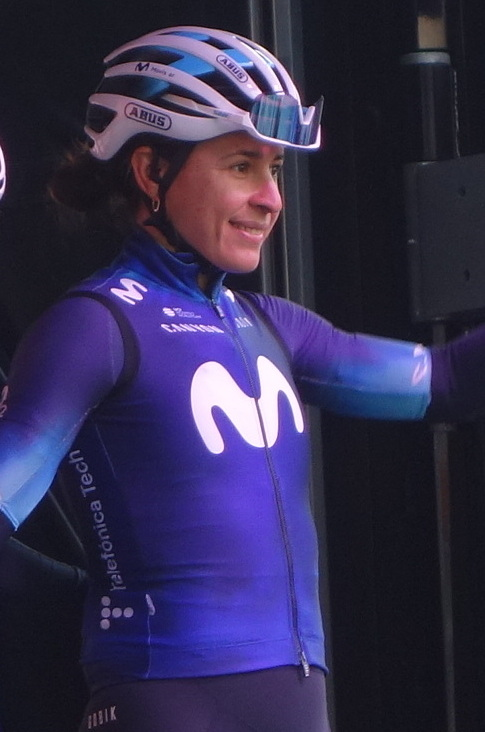
Arlenis Sierra
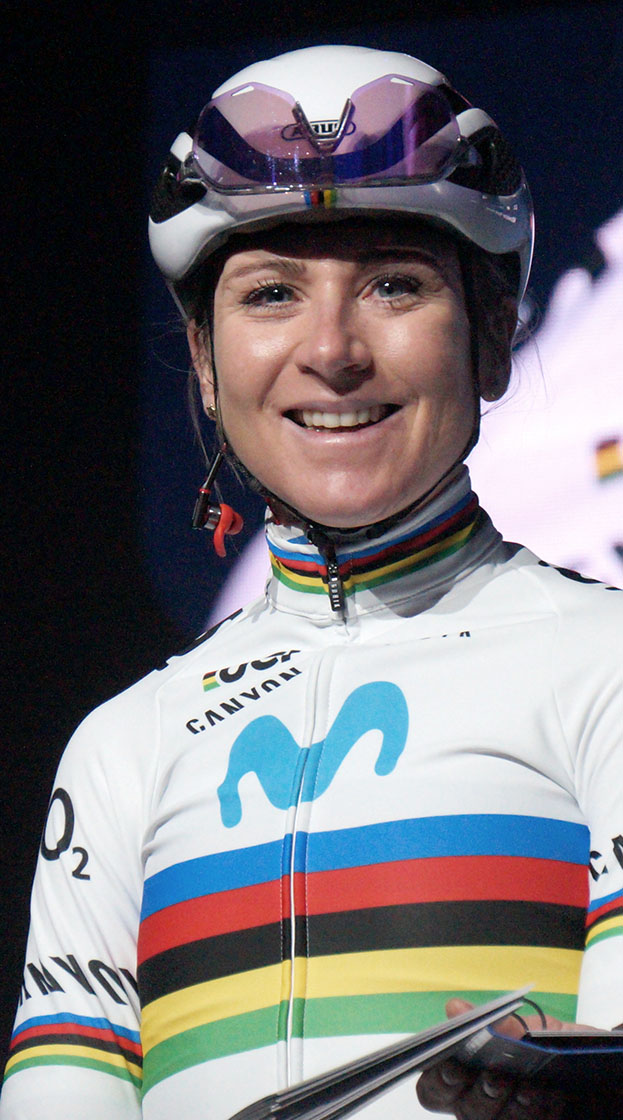
Annemiek van Vleuten

### Encadrement
Le directeur général de l'équipe est Sebastian Unzué. Le directeur sportif est Pablo Lastras Garcia, il est assisté par Jorge Sanz Unzué et Muriel Otegui.

## Déroulement de la saison

### Février - mars
Au Tour des Émirats arabes unis, la troisième étape est venteuse et des bordures se créent. Liane Lippert est piégée à trente-sept kilomètres de l'arrivée. Elle perd du temps et finit l'épreuve à la neuvième place du classement général.
Au Circuit Het Nieuwsblad, Aude Biannic et Karlijn Swinkels sortent dans le Leberg. Elles restent en tête jusque peu après le Berendries, où un regroupement général a lieu. À vingt-huit kilomètres de l'arrivée, Arlenis Sierra attaque seule. Son avance culmine à une minute. À Grammont, Lotte Kopecky mène le rythme et revient seule sur la Cubaine. Elles roulent à deux jusqu'au pied du Bosberg, où Kopecky place une accélération sèche qui laisse sur place Sierra. Le peloton se dispute la deuxième place au sprint et Emma Norsgaard prend la quatrième place de l'épreuve. Aux Strade Bianche, dans le Colle Pinzuto, Annemiek van Vleuten augmente le rythme. Elle emmène avec elle les autres favorites. Elle ne suit cependant ni l'attaque de Demi Vollering ni celle de Kopecky et termine à la cinquième place, convertie en quatrième place après la disqualification de Kristen Faulkner.
Sur le Trofeo Alfredo Binda-Comune di Cittiglio, Arlenis Sierra se classe quatrième en faisant partie du groupe des favorites. Sur À travers les Flandres, dans Huisepontweg, Demi Vollering attaque avec Shirin van Anrooij, Liane Lippert, Floortje Mackaij et Ashleigh Moolman. Le peloton se regroupe immédiatement après. Eva van Agt et Floortje Mackaij sortent, mais sont rapidement reprises. Dans le Nokere, Liane Lippert mène le train, mais c'est Demi Vollering qui place une accélération. Elle n'est plus rejointe. Floortje Mackaij est sixième de la course.

### Avril
Arlenis Sierra est dixième du Tour des Flandres. Sur la Flèche brabançonne, dans Haggard, Pauliena Rooijakkers et Liane Lippert attaquent. Demi Vollering provoque le regroupement. Lippert récidive dans la Moskestraat. Elle emmène avec elle neuf autres coureuses. Le peloton revient néanmoins. Dans la dernière montée de Moskestraat, Demi Vollering sort en poursuite avec Lippert dans la roue. Elles reviennent sur l'avant à sept kilomètres du but. Lippert est troisième du sprint.

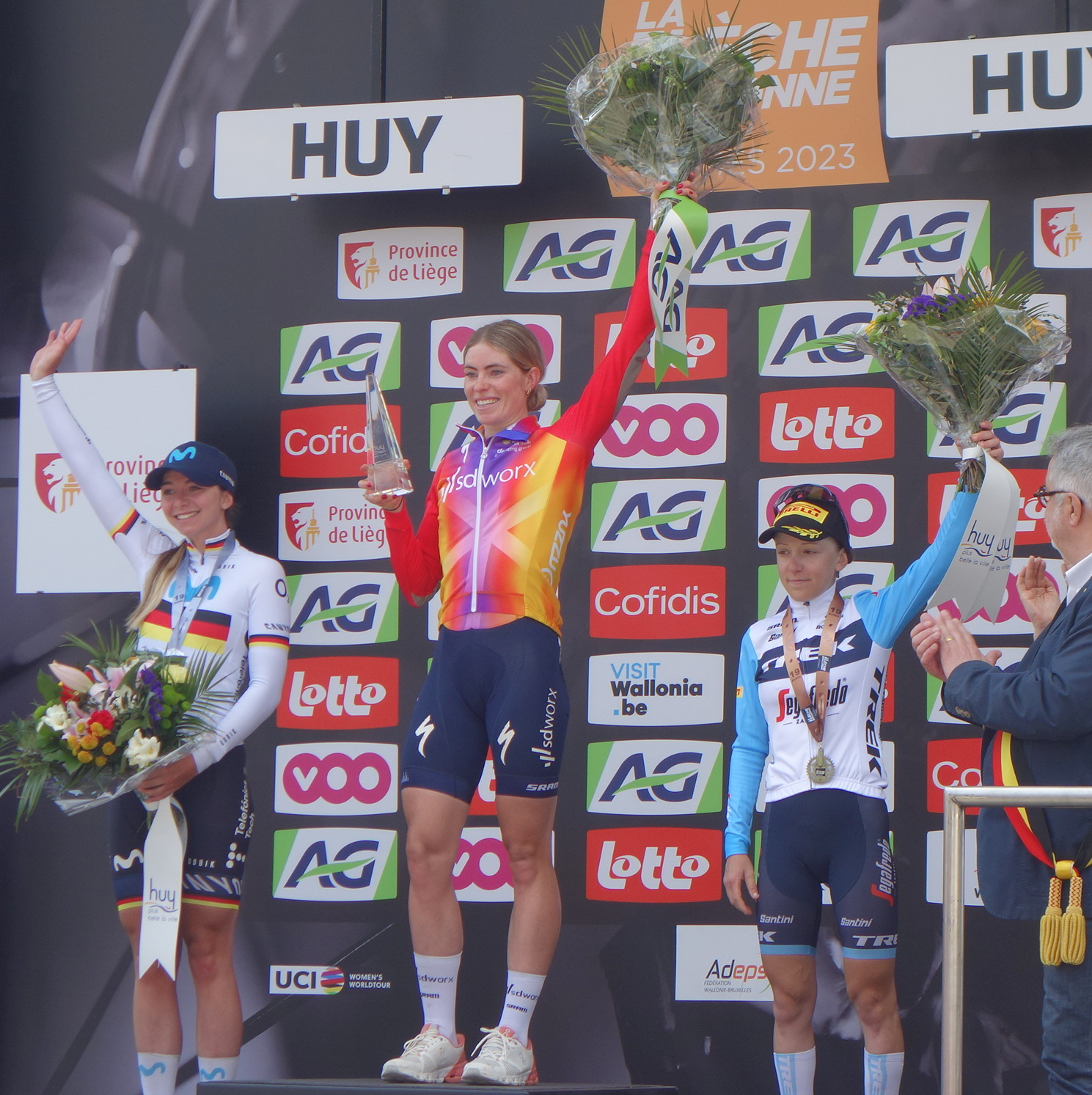
Podium de la Flèche wallonne

À l'Amstel Gold Race, Annemiek van Vleuten est active. Elle se classe onzième. Sur la Flèche wallonne, dans la seconde ascension du mur, Annemiek van Vleuten accélère. Elle emmène avec elle Katarzyna Niewiadoma et Ashleigh Moolman-Pasio. Elisa Longo Borghini rejoint ce groupe. La SD Worx les reprend. Dans l'ultime difficulté, Liane Lippert est deuxième derrière Demi Vollering. À Liège-Bastogne-Liège, dans la côte de La Redoute, Marlen Reusser distance ses compagnons d'échappée. Derrière, Annemiek van Vleuten accélère mais est reprise. Liane Lippert et Ricarda Bauernfeind passent à l'offensive, mais on ne les laisse pas partir. Reusser a alors une minute quarante d'avance. Dans la côte des Forges, Lippert récidive, mais est marquée. Reusser est reprise au sommet de la côte de la Roche-aux-Faucons par Longo Borghini, Chabbey, Vollering, Van Vleuten et Gaia Realini. La Suissesse lance néanmoins une attaque dans la descente. Elle est suivie par Longo Borghini. Dans le faux-plat suivant la Roche-aux-Faucons, Van Vleuten tente de revenir sur l'avant, mais c'est Demi Vollering qui y parvient à onze kilomètres du but. Van Vleuten est sixième, Lippert huitième.

### Mai
Au Tour d'Espagne, Movistar est quatrième du contre-la-montre par équipes inaugural. Emma Norsgaard est cinquième du sprint de la troisième étape. Le lendemain, elle est deuxième derrière Marianne Vos. Lors de la montagneuse cinquième étape, Demi Vollering s'impose en étant la plus rapide. Annemiek van Vleuten finit trois secondes derrière. Sur l'étape suivante, alors que la leader du classement général Demi Vollering et ses coéquipières tardent à revenir dans le peloton après une pause à soixante-dix kilomètres de la fin, la Movistar fait le forcing et provoque une scission du peloton. Celle-ci place une attaque dès le pied de la première difficulté du jour, l'Alto de Fuente de las Varas, provoquant une importante sélection. A 30 km, van Vleuten attaque de nouveau, au pied du Puerto de Campo el Hayal, suivie uniquement par Realini. Elle bat Van Vleuten au sprint tandis que la Néerlandaise prend la tête du classement général. Cette étape fait par la suite polémique. Dans la dernière étape, qui se conclut au sommet, Vollering fait feu de tout bois et gagne. Elle reprend cinquante-six secondes à Van Vleuten mais perd le classement général pour neuf secondes. 
Au Tour du Pays basque qui suit, Van Vleuten est quatrième et Liane Lippert septième de la première étape, puis neuvième de la deuxième étape. Van Vleuten est sixième de la dernière étape avec Lippert huitième. Au classement général, Van Vleuten est cinquième et Lippert septième. Au Tour de Burgos, 	Sheyla Gutiérrez, qui faisait partie de l'échappée,  est troisième du sprint de la troisième étape.

### Juin

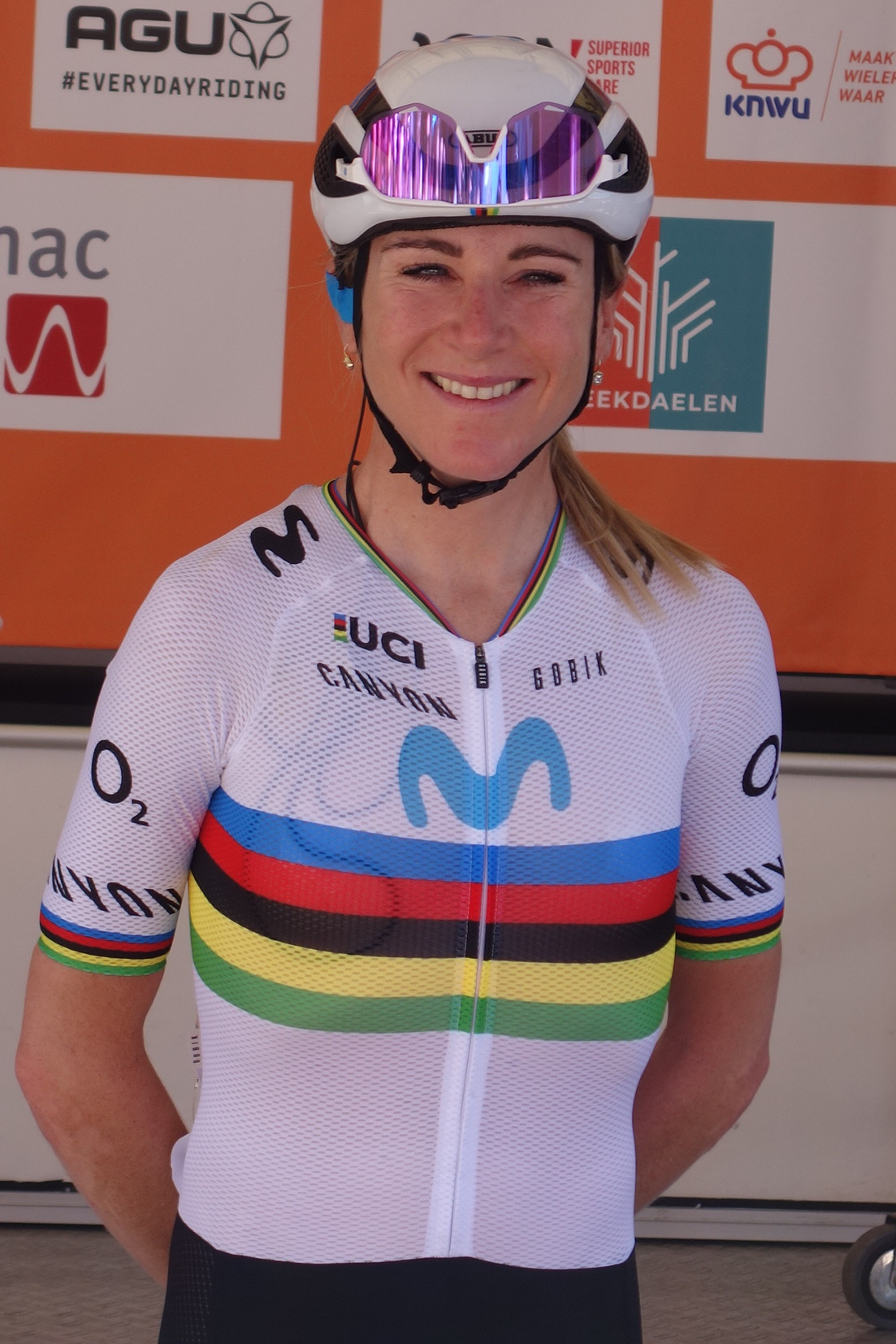
Van Vleuten au départ du championnat des Pays-Bas

Au Tour de Suisse, Arlenis Sierra est deuxième du sprint de la première étape derrière Blanka Vas. Elle est de nouveau deuxième dans la troisième étape, cette fois derrière Eleonora Gasparrini.
Annemiek van Vleuten est troisième des championnats des Pays-Bas contre-la-montre. Liane Lippert conserve son titre sur route en Allemagne. Jelena Erić réalise le doublé en Serbie, enfin Emma Norsgaard gagne le titre en contre-la-montre au Danemark.

### Juillet
Sur le Tour d'Italie, lors de la première étape, Van Vleuten attaque dans la partie la plus difficile du Passo della Colla et s'isole. Elle gagne l'étape avec quarante-cinq secondes d'avance. Dans la quatrième étape, Annemiek van Vleuten attaque dans le final. Seule Elisa Longo Borghini peut la suivre. Elles reprennent Ewers. Elisa Longo Borghini tente de partir dans la descente, mais Van Vleuten est vigilante. Cette dernière se concentre sur le classement général et mène donc le groupe. Van Vleuten est troisième mais effectue une belle opération au classement général. Le lendemain, la sélection s'opère dès l'ascension du Passo del Lupo. Dans l'ultime difficulté vers Sant’Ignazio, Van Vleuten attaque à douze kilomètres de l'arrivée avec Longo Borghini. Dans la descente, Van Vleuten sort de la route, mais sans conséquence. Elisa Longo Borghini, dans le même virage, a moins de chance et tombe dans la forêt. Van Vleuten, deuxième de l'étape, renforce sa première place au classement général. Elle gagne ensuite la sixième étape, en attaquant dans l'avant-dernière difficulté. Elle récidive le lendemain, cette fois dans l'ascension finale. Liane Lippert est troisième du sprint de la huitième étape. Annemiek van Vleuten, en plus de remporter avec près de quatre minutes d'avance le classement général, s'adjuge également le classement par points et celui de la montagne. Movistar est la meilleure équipe.

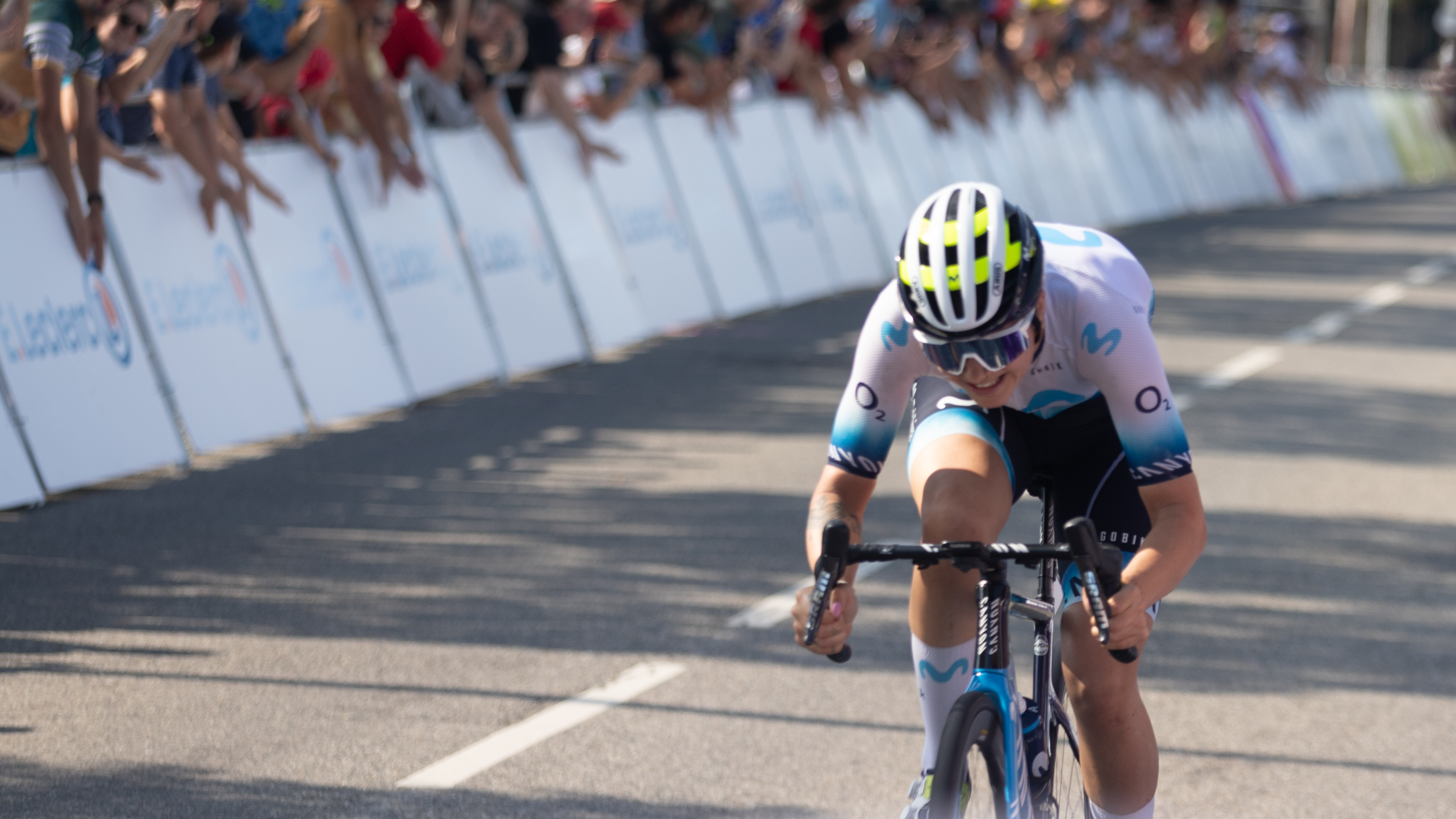
Emma Norsgaard s'impose en solitaire au Tour de France

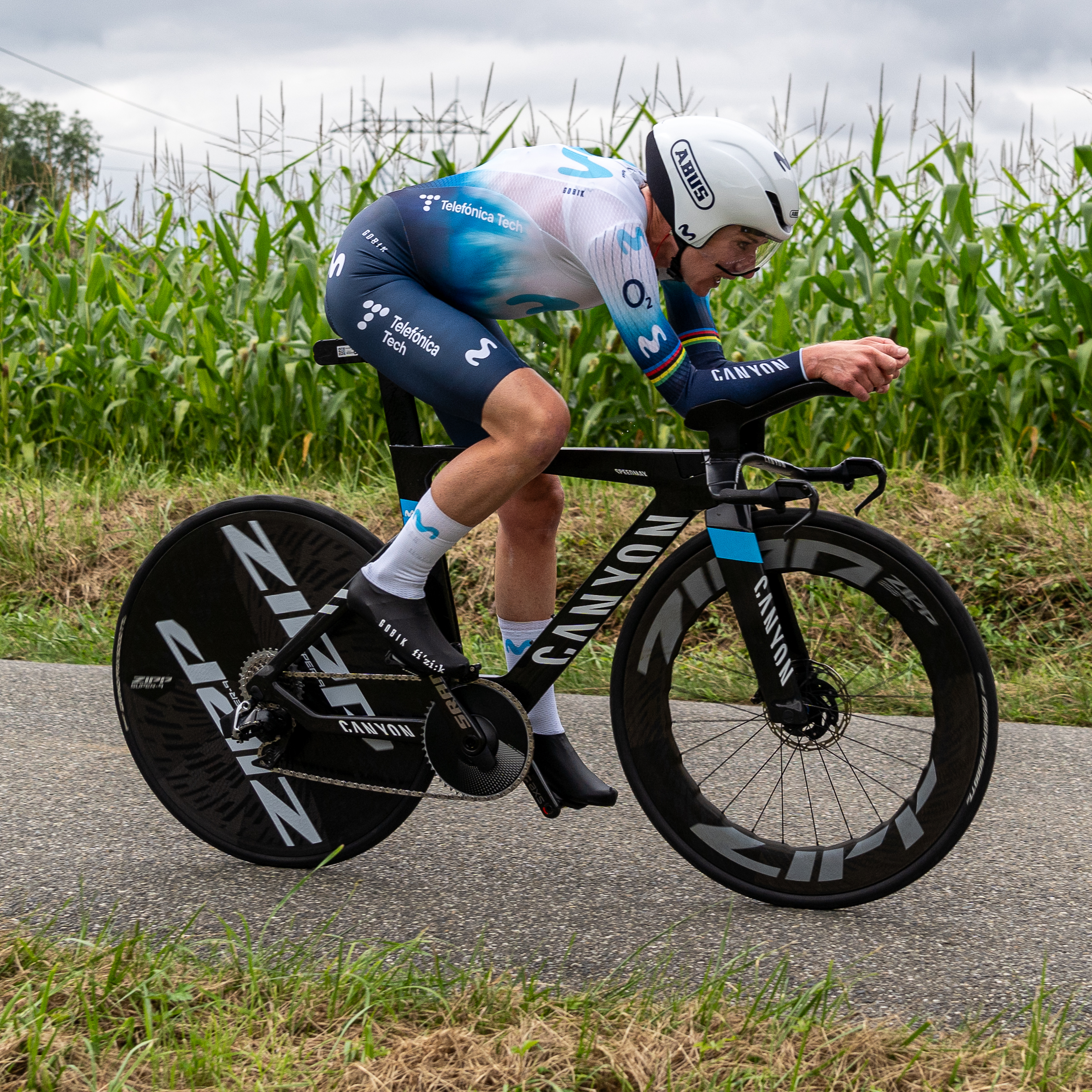
Van Vleuten lors du contre-la-montre du Tour de France

Le Tour de France s'annonce comme un duel entre Van Vleuten et Demi Vollering. Liane Lippert remporte la deuxième étape au sprint. Annemiek van Vleuten est quatrième de la quatrième étape. Liane Lippert est troisième de la cinquième étape. Emma Norsgaard Jørgensen forme une échappée avec la Polonaise Agnieszka Skalniak-Sójka et l'Espagnole Sandra Alonso Dominguez. La Danoise est la seule à résister in extremis au retour du peloton dans le final. La septième étape est l'étape reine. Dans l'ascension du col d'Aspin, van Vleuten lance les hostilités à cinq kilomètres du sommet. Elle est suivie par Demi Vollering et Katarzyna Niewiadoma. Dans la descente, Niewiadoma prend de l'avance sur van Vleuten et Vollering qui se neutralisent et sont reprises par le groupe maillot jaune un peu plus loin. Niewiadoma est presque reprise par le groupe des favorites menés par Marlen Reusser. Aux cinq kilomètres, Vollering attaque. Van Vleuten ne peut la suivre. Elle se classe troisième à deux minutes trente-quatre de Vollering. Elle est alors troisième du classement général. Le contre-la-montre final doit profiter à Van Vleuten sur le papier. Elle a trente-huit secondes de retard au général sur Niewiadoma au général et peut donc espérer prendre la deuxième place. La Néerlandaise réalise une contre-performance et ne termine que quatorzième. Elle descend du podium et conclut le Tour à la quatrième place.

### Août
Aux championnats du monde sur route, Annemiek van Vleuten doit s'arrêter une première fois sur incident mécanique. Ensuite, elle crève peu avant le passage sur la ligne pour le dernier tour. Elle se classe tout de même huitième.
Sur le Tour de Scandinavie, dans l'ascension finale de  la deuxième étape, un groupe de quatre coureuses, composé d'Annemiek van Vleuten, Cecilie Uttrup Ludwig, Greta Marturano et Kim Cadzow parvient à prendre de l'avance sur le peloton des favorites. Celles-ci se disputent la victoire au sprint et Uttrup Ludwig se montre la plus rapide en s'imposant à Norefjell, devant Van Vleuten. Le lendemain, Liane Lippert est deuxième du sprint derrière Lorena Wiebes. Lors du contre-la-montre, Annemiek van Vleuten prend la troisième place, ce qui lui permet d'être première du classement général. Sur la dernière étape, Cecilie Uttrup Ludwig reprend quelques secondes, mais Van Vleuten gagne néanmoins l'épreuve. 
Au Grand Prix de Plouay, Liane Lippert fait partie du groupe de tête et attaque à plusieurs reprises, mais ne se classe que vingt-septième.

### Septembre

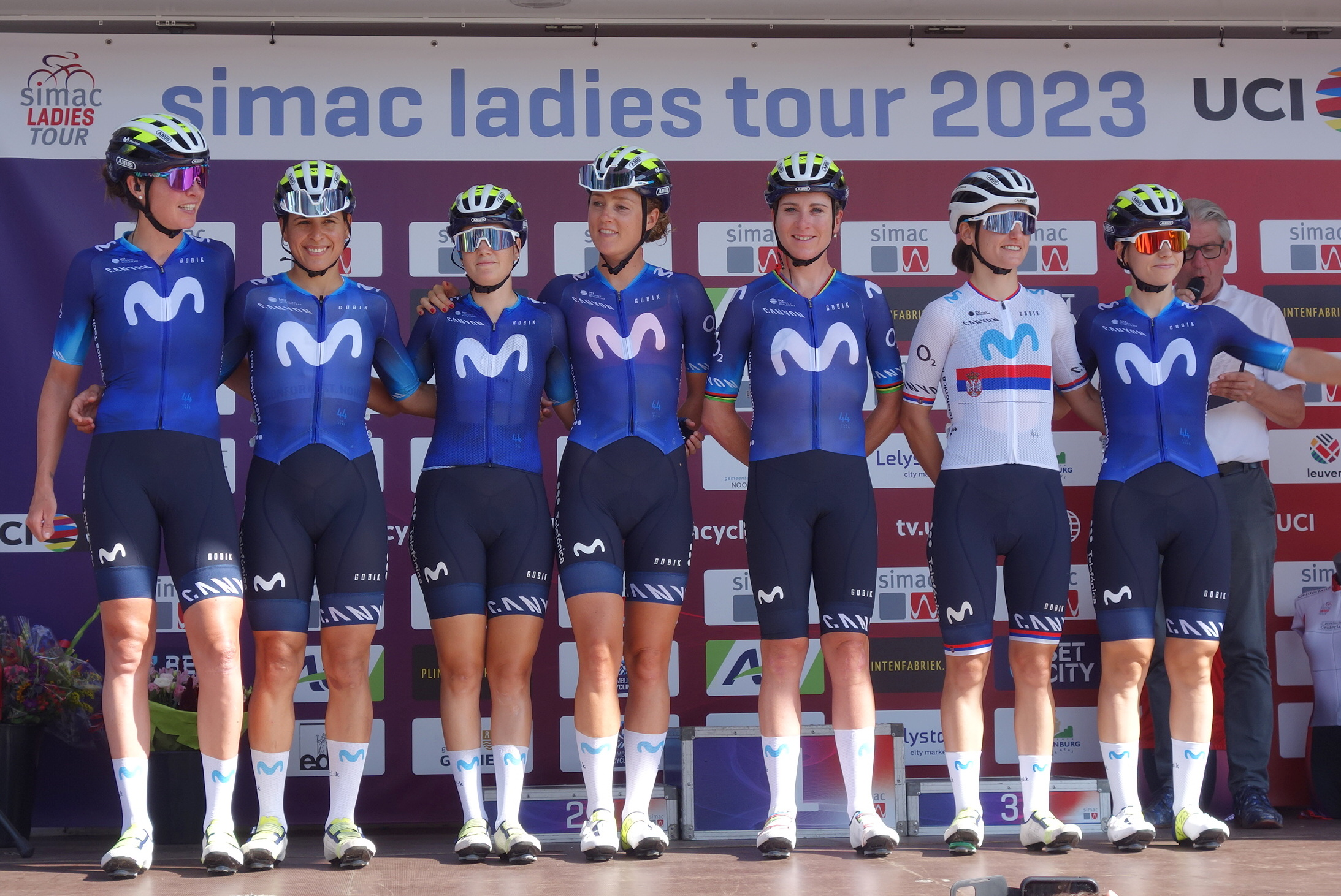
Équipe au Simac Ladies Tour

Le Simac Ladies Tour est la dernière course d'Annemiek van Vleuten,,.
Dans la première étape du Tour de Romandie, Jelena Erić  prend la sixième place. Liane Lippert remporte la troisième étape au sprint.
Lors des championnats d'Europe, Erić se montre active et est échappée un temps avec Élise Chabbey et Soraya Paladin. Le groupe est repris à l'amorce de l'avant-dernier tour. Mackaij sort, mais est rapidement reprise. Liane Lippert est septième de la course.

## Victoires

### Sur route
| Victoires | Victoires                                                 | Victoires | Victoires | Victoires            | Victoires |
| Date      | Course                                                    | Pays      | Classe    | Vainqueur            |           |
| --------- | --------------------------------------------------------- | --------- | --------- | -------------------- | --------- |
| 5 fév.    | Tour de la Communauté valencienne                         | Espagne   | 1.1       | Floortje Mackaij     |           |
| 7 mai     | Classement général, Tour d'Espagne                        | Espagne   | 2.WWT     | Annemiek van Vleuten |           |
| 3 juin    | 4e étape du Tour d'Andalousie                             | Espagne   | 2.1       | Sara Martín          |           |
| 4 juin    | Classement général, Tour d'Andalousie                     | Espagne   | 2.1       | Katrine Aalerud      |           |
| 22 juin   | Championnat du Danemark du contre-la-montre               | Danemark  | CN        | Emma Norsgaard       |           |
| 23 juin   | Championnat de Serbie du contre-la-montre                 | Serbie    | CN        | Jelena Erić          |           |
| 24 juin   | Championnat d'Allemagne sur route                         | Allemagne | CN        | Liane Lippert        |           |
| 25 juin   | Championnat de Serbie sur route                           | Serbie    | CN        | Jelena Erić          |           |
| 1 juill.  | 2e étape du Tour d'Italie                                 | Italie    | 2.WWT     | Annemiek van Vleuten |           |
| 5 juill.  | 6e étape du Tour d'Italie                                 | Italie    | 2.WWT     | Annemiek van Vleuten |           |
| 6 juill.  | 7e étape du Tour d'Italie                                 | Italie    | 2.WWT     | Annemiek van Vleuten |           |
| 9 juill.  | Classement général, Tour d'Italie                         | Italie    | 2.WWT     | Annemiek van Vleuten |           |
| 16 juill. | 4e étape, Baloise Ladies Tour                             | Belgique  | 2.1       | Jelena Erić          |           |
| 24 juill. | 2e étape du Tour de France Femmes                         | France    | 2.WWT     | Liane Lippert        |           |
| 28 juill. | 6e étape du Tour de France Femmes                         | France    | 2.WWT     | Emma Norsgaard       |           |
| 27 août   | Classement général, Tour de Scandinavie                   | Norvège   | 2.WWT     | Annemiek van Vleuten |           |
| 17 sept.  | 3e étape du Tour de Romandie                              | Suisse    | 2.WWT     | Liane Lippert        |           |
| 24 sept.  | Championnat de Cuba sur route                             | Cuba      | CN        | Arlenis Sierra       |           |
| 27 sept.  | Championnat de Cuba du contre-la-montre                   | Cuba      | CN        | Arlenis Sierra       |           |
| 3 oct.    | Trois vallées varésines                                   | Italie    | 1.1       | Liane Lippert        |           |
| 14 oct.   | Danish National Gravel Cycling Championships, women elite | Danemark  | CN        | Emma Norsgaard       |           |

### Résultats sur les courses majeures

#### World Tour
| UCI Women's World Tour | UCI Women's World Tour | UCI Women's World Tour | UCI Women's World Tour                   | UCI Women's World Tour | UCI Women's World Tour | UCI Women's World Tour |
| Date                   | n°                     | Pays                   | Course                                   | Meilleure coureuse     | Classement             |                        |
| ---------------------- | ---------------------- | ---------------------- | ---------------------------------------- | ---------------------- | ---------------------- | ---------------------- |
| 15 – 17 janv.          | 1                      | Australie              | Women's Tour Down Under                  | -                      | -                      |                        |
| 28 janv.               | 2                      | Australie              | Cadel Evans Great Ocean Road Race Women  | -                      | -                      |                        |
| 9 – 12 fév.            | 3                      | Émirats arabes unis    | Tour des Émirats arabes unis             | Liane Lippert          | 9e                     |                        |
| 25 fév.                | 4                      | Belgique               | Circuit Het Nieuwsblad                   | Emma Norsgaard         | 4e                     |                        |
| 4 mars                 | 5                      | Italie                 | Strade Bianche                           | Annemiek van Vleuten   | 4e                     |                        |
| 11 mars                | 6                      | Pays-Bas               | Tour de Drenthe                          | Lourdes Oyarbide       | 63e                    |                        |
| 19 mars                | 7                      | Italie                 | Trofeo Alfredo Binda-Comune di Cittiglio | Arlenis Sierra         | 4e                     |                        |
| 23 mars                | 8                      | Belgique               | Classic Bruges-La Panne                  | Aude Biannic           | 22e                    |                        |
| 26 mars                | 9                      | Belgique               | Gand-Wevelgem                            | Aude Biannic           | 17e                    |                        |
| 2 avr.                 | 10                     | Belgique               | Tour des Flandres                        | Arlenis Sierra         | 10e                    |                        |
| 8 avr.                 | 11                     | France                 | Paris-Roubaix                            | Floortje Mackaij       | 32e                    |                        |
| 16 avr.                | 12                     | Pays-Bas               | Amstel Gold Race                         | Annemiek van Vleuten   | 11e                    |                        |
| 19 avr.                | 13                     | Belgique               | Flèche wallonne                          | Liane Lippert          | 2e                     |                        |
| 23 avr.                | 14                     | Belgique               | Liège-Bastogne-Liège                     | Annemiek van Vleuten   | 6e                     |                        |
| 1 – 7 mai              | 15                     | Espagne                | Tour d'Espagne                           | Annemiek van Vleuten   | 1re                    |                        |
| 12 – 14 mai            | 16                     | Espagne                | Tour du Pays basque                      | Annemiek van Vleuten   | 5e                     |                        |
| 18 – 21 mai            | 17                     | Espagne                | Tour de Burgos                           | Mareille Meijering     | 20e                    |                        |
| 26 – 28 mai            | 18                     | Royaume-Uni            | RideLondon-Classique                     | -                      | -                      |                        |
| 17 – 20 juin           | 19                     | Suisse                 | Tour de Suisse                           | Arlenis Sierra         | 18e                    |                        |
| 30 juin – 9 juill.     | 20                     | Italie                 | Tour d'Italie                            | Annemiek van Vleuten   | 1re                    |                        |
| 23 – 30 juill.         | 21                     | France                 | Tour de France Femmes                    | Annemiek van Vleuten   | 4e                     |                        |
| 23 – 27 août           | 22                     | Norvège                | Tour de Scandinavie                      | Annemiek van Vleuten   | 1re                    |                        |
| 2 sept.                | 23                     | France                 | Grand Prix de Plouay                     | Arlenis Sierra         | 22e                    |                        |
| 5 – 10 sept.           | 24                     | Pays-Bas               | Simac Ladies Tour                        | Floortje Mackaij       | 12e                    |                        |
| 15 – 17 sept.          | 25                     | Suisse                 | Tour de Romandie                         | Liane Lippert          | 15e                    |                        |
| 12 – 14 oct.           | 26                     | Chine                  | Tour de l'île de Chongming               | -                      | -                      |                        |
| 17 oct.                | 27                     | Chine                  | Tour du Guangxi                          | -                      | -                      |                        |

#### Grands tours
| Grand tour            | Tour d'Espagne             | Tour d'Italie                                                                         | Tour de France            |
| --------------------- | -------------------------- | ------------------------------------------------------------------------------------- | ------------------------- |
| Coureuse (classement) | Annemiek van Vleuten (1re) | Annemiek van Vleuten (1re)                                                            | Annemiek van Vleuten (4e) |
| Accessits             | -                          | Classement par points, de la montagne et de la meilleure équipe, 3 victoires d'étapes | 2 Victoires d'étape       |

## Classement mondial
| Classement UCI | Classement UCI       | Classement UCI | Classement UCI |
| Coureuse       | Coureuse             | Pays           | Points         |
| -------------- | -------------------- | -------------- | -------------- |
| 5e             | Annemiek van Vleuten | Pays-Bas       | 3115.6 pts     |
| 8e             | Liane Lippert        | Allemagne      | 2137.6 pts     |
| 50e            | Arlenis Sierra       | Cuba           | 744 pts        |
| 57e            | Emma Norsgaard       | Danemark       | 665.6 pts      |
| 63e            | Floortje Mackaij     | Pays-Bas       | 599.6 pts      |
| 125e           | Katrine Aalerud      | Norvège        | 301 pts        |
| 152e           | Jelena Erić          | Serbie         | 253 pts        |
| 180e           | Mareille Meijering   | Pays-Bas       | 209 pts        |
| 184e           | Paula Patiño         | Colombie       | 205.6 pts      |
| 201e           | Sheyla Gutiérrez     | Espagne        | 188 pts        |
| 220e           | Sara Martín          | Espagne        | 169.3 pts      |
| 330e           | Aude Biannic         | France         | 100.6 pts      |
| 765e           | Alicia González      | Espagne        | 24 pts         |
| 1036e          | Lourdes Oyarbide     | Espagne        | 8.6 pts        |
| 1315e          | Gloria Rodríguez     | Espagne        | 3 pts          |

Movistar est cinquième du classement par équipes.